# Waiye

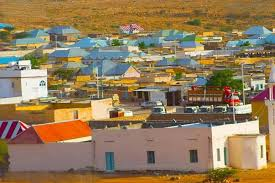
Waiye (2019)

Waiye (somalisch: Waaciye) ist eine Stadt in der Provinz Bari in der autonomen Region Puntland im Nordosten Somalias.

## Lage
Waiye liegt im Distrikt Waiye in der Provinz Bari. 

## Verwaltung
Die Angelegenheiten der Stadt werden von der lokalen Regierung verwaltet. Ihre Leitung wird von den Ratsmitgliedern des Gebiets ernannt.

## Bildung
In Waiye gibt es eine Reihe von akademischen Einrichtungen. Nach Angaben des Bildungsministeriums von Puntland gibt es im Bezirk Waiye 10 Grundschulen. Darunter befinden sich Faruuq, Jurile, Khalid Binuwalid und die Grundschule Waiye.
Zu den Sekundarschulen in der Region gehört auch die Waiye Secondary.